# Полгар, Кристоф
Кристоф Полгар (венг. Polgár Kristóf; род. 28 ноября 1996, Комаром, Венгрия) — венгерский футболист, защитник клуба «Диошдьёр».

## Клубная карьера

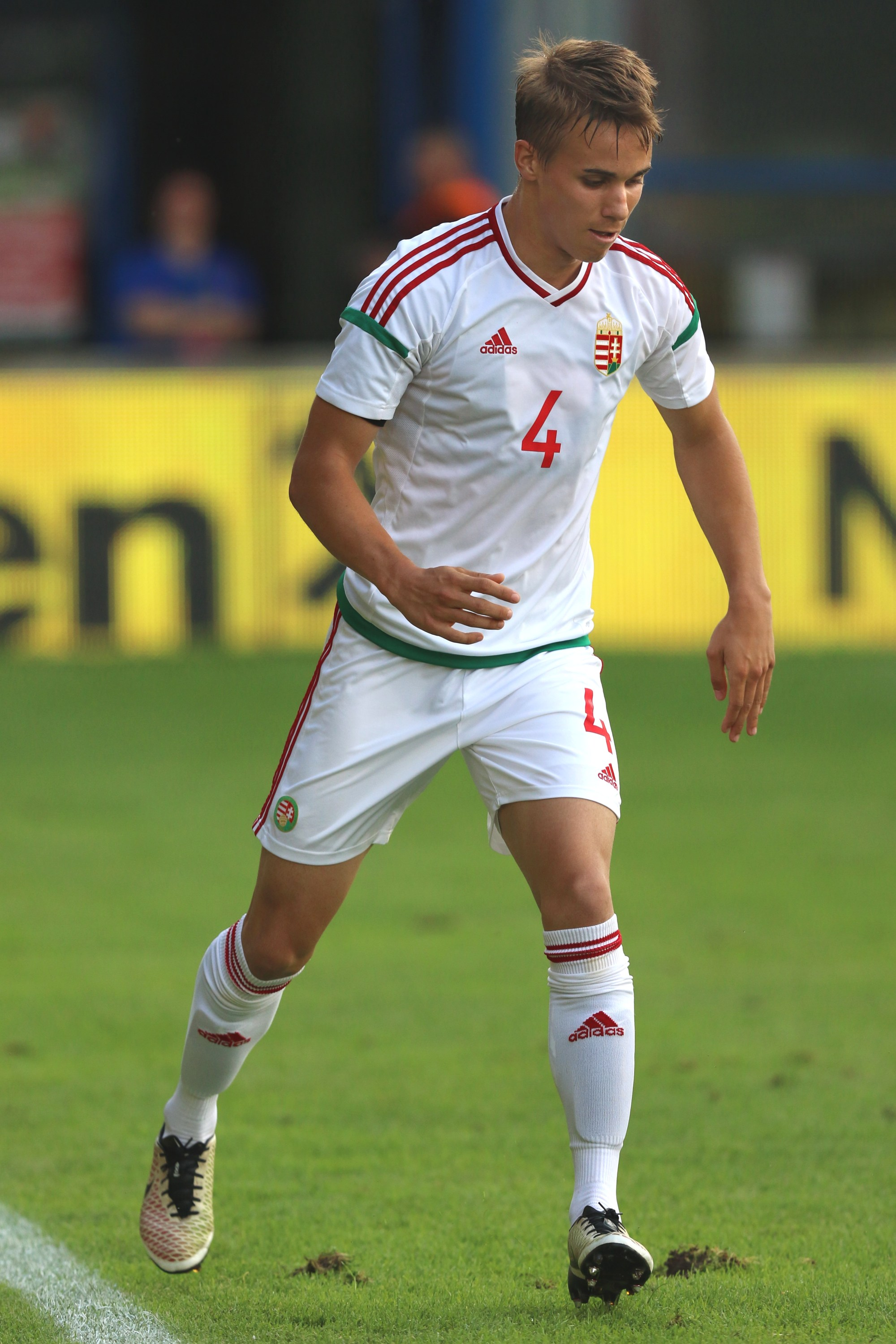
Полгар в составе юношеской сборной Венгрии

Полгар — воспитанник клубов МТК. В 2012 году он подписал контракт с английским «Ливерпулем», где Кристоф выступал за юношеские и молодёжные команды клуба. В 2016 году Полгар вернулся на родину, став игроком «Халадаша». 16 июля в матче против «Ференцвароша» он дебютировал в чемпионате Венгрии. 30 сентября 2017 года в поединке против «Мезёкёвешда» Кристоф забил свой первый гол за «Халадаш». Летом 2018 года Полгар перешёл в «Диошдьёр». 20 апреля 2019 года в матче против «Пакша» он дебютировал за новую команду. 25 января 2020 года в поединке против «Залаэгерсега» Кристоф забил свой первый гол за «Диошдьёр».